# Novation Digital Music Systems
Pour les articles homonymes, voir Novation (homonymie).
Novation Digital Music Systems est un fabricant britannique de matériel audio fondé en 1992. Les produits créés par ce constructeur sont organisés en plusieurs gammes : Launch pour les pads de commande notamment destinés à être utilisés avec Ableton Live, Groovebox pour les pad générateurs de son autonomes, Synth pour les synthétiseurs avec clavier intégré ou non et Key pour les claviers de contrôle destinés à l'informatique musicale. Une gamme d'applications est aussi proposée sous la marque Amplify Music à destination des téléphones, tablettes et ordinateurs.

## Historique
Fondée en 1992 sous le nom de Novation Electronic Music Systems, l'entreprise change de nom pour Novation Digital Music Systems en 2004, lors de son rachat par Focusrite, mais son nom d'usage reste Novation.

## Produits
Novation conçoit et produit des synthétiseurs analogiques et à forme d'onde numérique, des boîtes à rythme et des contrôleurs MIDI sous forme de pads et de claviers de contrôle.

### Launchpad
L'un des produits récents les plus populaires est le Novation Launchpad. C'est un contrôleur matriciel composé de 64 boutons éclairés (quand activés) de couleur différentes (se présentant dans une forme de 8x8 boutons). Il permet de créer des mashups ou des morceaux de votre composition. Un son peut être associé à un bouton et être joué quand ce dernier est appuyé. Il existe quelques autres fonctions permettant de créer des combinaisons sonores multiples. Des musiques peuvent être improvisées à l'aide de cet outil, il a d'ailleurs permis de créer plusieurs musiques connues à ce jour (l'exemple le plus approprié est le mashup Pop Culture de Madeon, ayant beaucoup contribué à la popularité du compositeur. La vidéo a atteint plus de 45 millions de vues à ce jour).

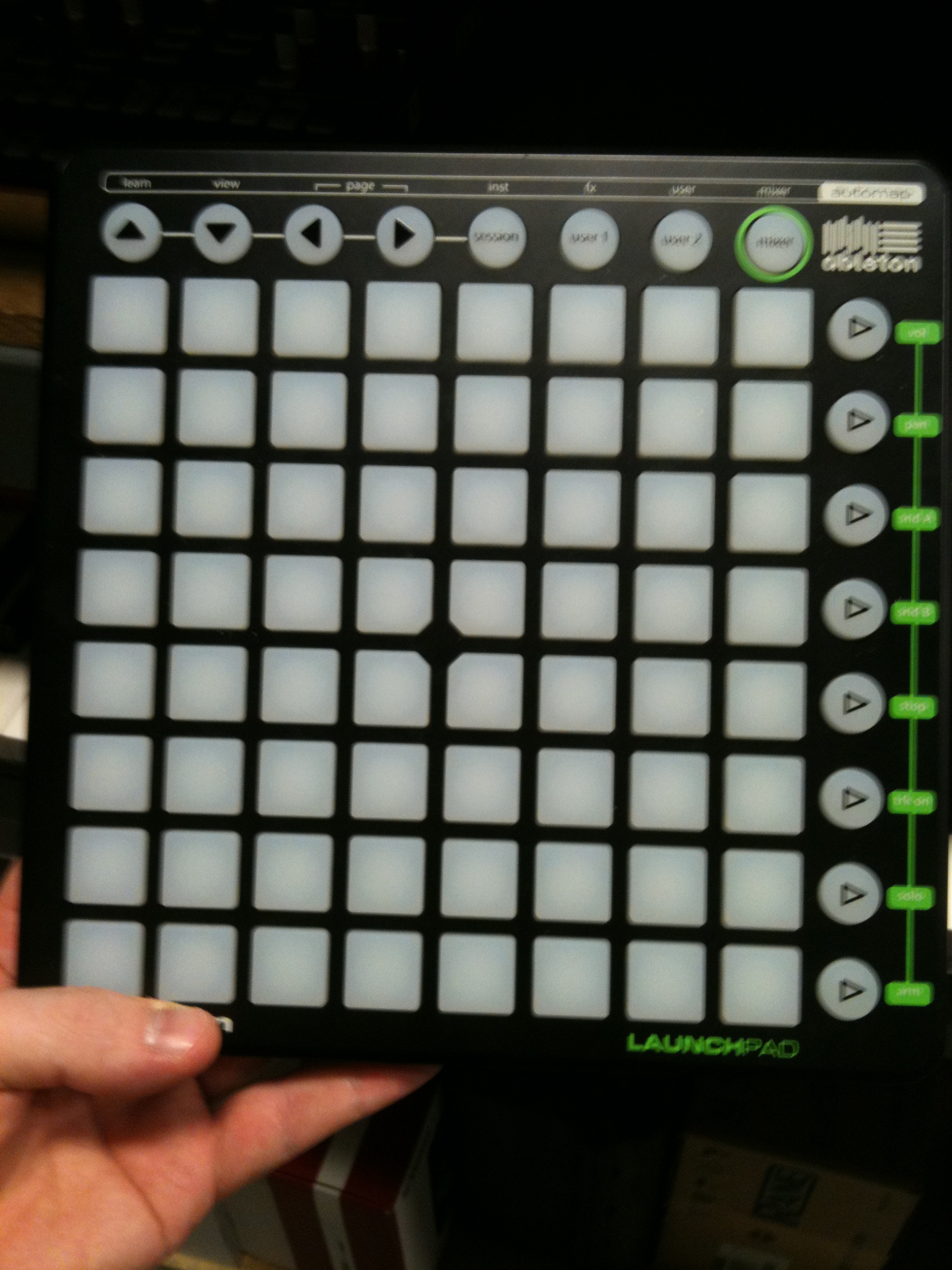
Un Novation Launchpad, sans éclairage des boutons.

Le Launchpad existe en plusieurs versions (qui comportent toutes une grille de boutons paramétrables) :
- Novation Launchpad [2](version basique)
- Novation Launchpad Pro[4] (comportant plus d'options)
- Novation Launchpad Mini[5] (version basique plus petite)
- Novation Launch Control XL[6] (version très différente, contrôleur de pistes comportant 16 boutons dans le style du Launchpad)
- Novation Launch Control[7] (version très compacte du Launch Control XL, comportant 8 boutons et beaucoup moins de fonctionnalités)

### Keys
Une autre série du constructeur, dédiée aux claviers MIDI
- Novation LaunchKey[8] (clavier MIDI 61 touches maximum, composé de 16 boutons style Launchpad et de plusieurs fonctionnalités)
- Novation LaunchKey Mini[9] (clavier MIDI 25 touches, composé de 16 boutons style Launchpad et de quelques fonctionnalités)
- Novation Impulse[10] (clavier 61 touches maximum, composé de 8 boutons style Launchpad et de nombreuses fonctionnalités)
- Novation SL MkII[11] (clavier 61 touches maximum, composé de 8 boutons style Launchpad et de nombreuses fonctionnalités paramétrables)

### Synths

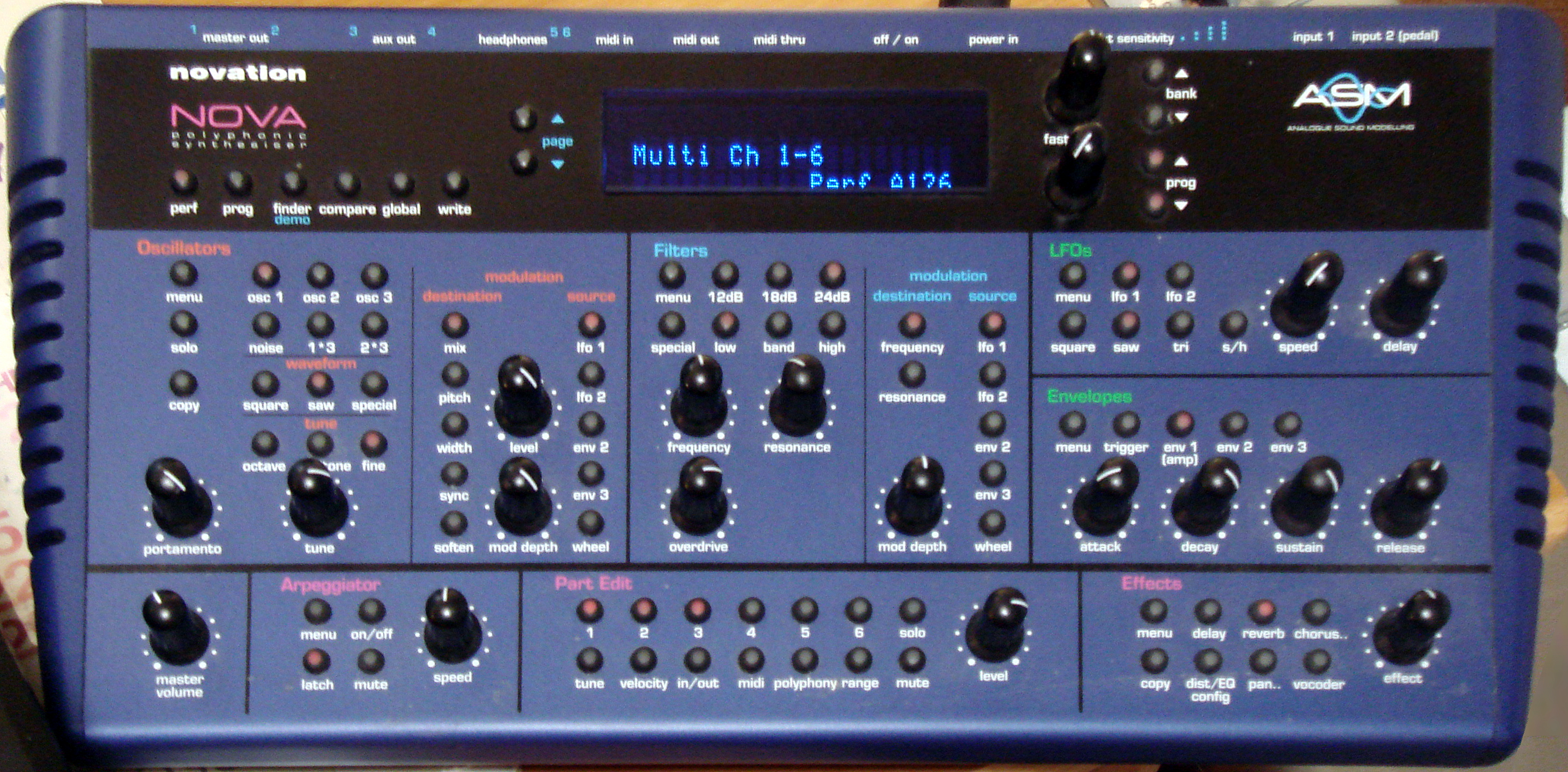
Novation Nova.

Série consacrée aux synthétiseurs
- Bass Station II[12] (la Bass Station est un des produits qui a contribué à faire connaître la marque tout au long des années 1990[13], elle a été très largement utilisée par les musiciens électroniques sous forme de rack 1U ou de clavier[14])
- MiniNova synthétiseur numérique vocoder [15]
- UltraNova[16]
- Peak[17]
- Xiosynth et X Station (en 25 et 49 touches) synthétiseurs numériques
- Summit le synthetiseur hybride analogique haut de gamme de la marque